# Gevoeligheidsanalyse

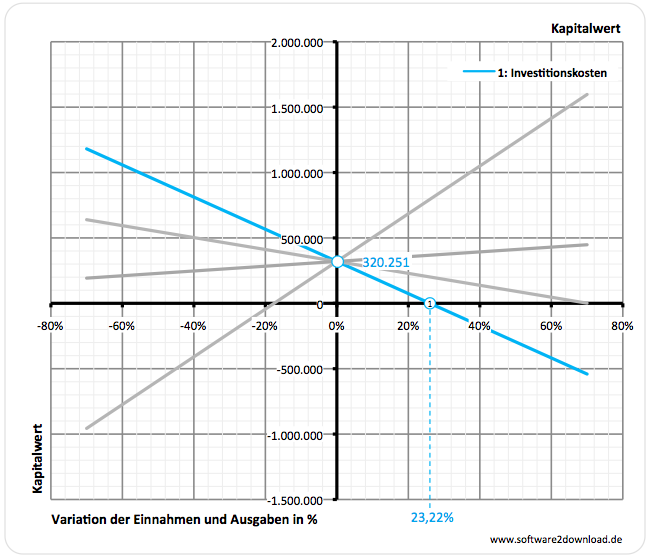
Gevoeligheidsdiagram voor de contante waarde

De gevoeligheidsanalyse is een op de economische wetenschappen terug te voeren methode waarmee geschat kan worden in welke mate kengetallen reageren op (kleine) veranderingen in invoerparameters. Gevoeligheidsanalyse kan worden gedefinieerd als ´de studie van de wijze waarop onzekerheid in de uitkomst van een model (numeriek of anderszins) kan worden toegeschreven aan verschillende bronnen van onzekerheid in de modelinvoer´.

## Financiële toepassing
Gevoeligheidsanalyses worden vaak gebruikt in het domein van investeringsbeslissingen (kosten-batenanalyse, winstgevendheidsanalyse). Bij investeringsbeslissingen worden kengetallen gehanteerd voor berekening van de winstgevendheid van investeringen. Meestentijds worden daarvoor meerdere op de toekomst gerichte aannames gebruikt. De verwachte investeringskosten kunnen veelal slechts met resterende onzekerheid berekend worden. Dit geldt ook voor inkomsten en uitgaven gedurende de levensduur. Bij huurprojecten zijn bijvoorbeeld de huurinkomsten afhankelijk van de huurmarkt en het behaalde verhuurpercentage en de onderhoudskosten van de daadwerkelijk optredende schade en de prijsontwikkeling van onderhoudswerkzaamheden. Bij windenergieprojecten zijn de inkomsten afhankelijk van de duur en kracht van de wind, de terugleververgoeding en de installatiebeschikbaarheid, terwijl de bedrijfskosten onderhevig zijn aan een min of meer onbekende ontwikkeling. Deze onzekerheden beïnvloeden de resultaten van investeringsbeslissingen, omdat de onzekerheden bepalen of een investering al dan niet economisch rendabel is. De gevoeligheidsanalyse kan uitwijzen in hoeverre de winstgevendheid verandert door de invloedsfactoren, dus hoe gevoelig de winstgevendheid reageert op deze invloeden.

## Technische toepassing
Het doorlopen van een gevoeligheidsdiagram kan ook in het technische domein worden verricht. Hierbij kan worden gedacht worden aan meet- en regeltechniek, waarbij doorgaans niet-elektrische invoervariabelen kunnen worden omgezet in elektrische invoervariabelen. Bij deze processen is het indicatief in hoeverre natuurkundige zoals temperatuur, druk, relatieve luchtvochtigheid of vulniveau op het meetsysteem uitwerken en tot elektronische uitgangssignalen leiden (transferfunctie). De gevoeligheid waarmee de uitgangssignalen reageren op veranderingen in de natuurkundige invoervariabelen speelt ook hierin een centrale rol.